# Gibbitergum qingchengshanensis
Gibbitergum qingchengshanensis is een rechtvleugelig insect uit de familie Dericorythidae. De wetenschappelijke naam van deze soort is voor het eerst geldig gepubliceerd in 1998 door Zheng & Shi.